# Anopheles ugandae
Anopheles ugandae este o specie de țânțari din genul Anopheles, descrisă de Evans în anul 1934. Conform Catalogue of Life specia Anopheles ugandae nu are subspecii cunoscute.